# GAES

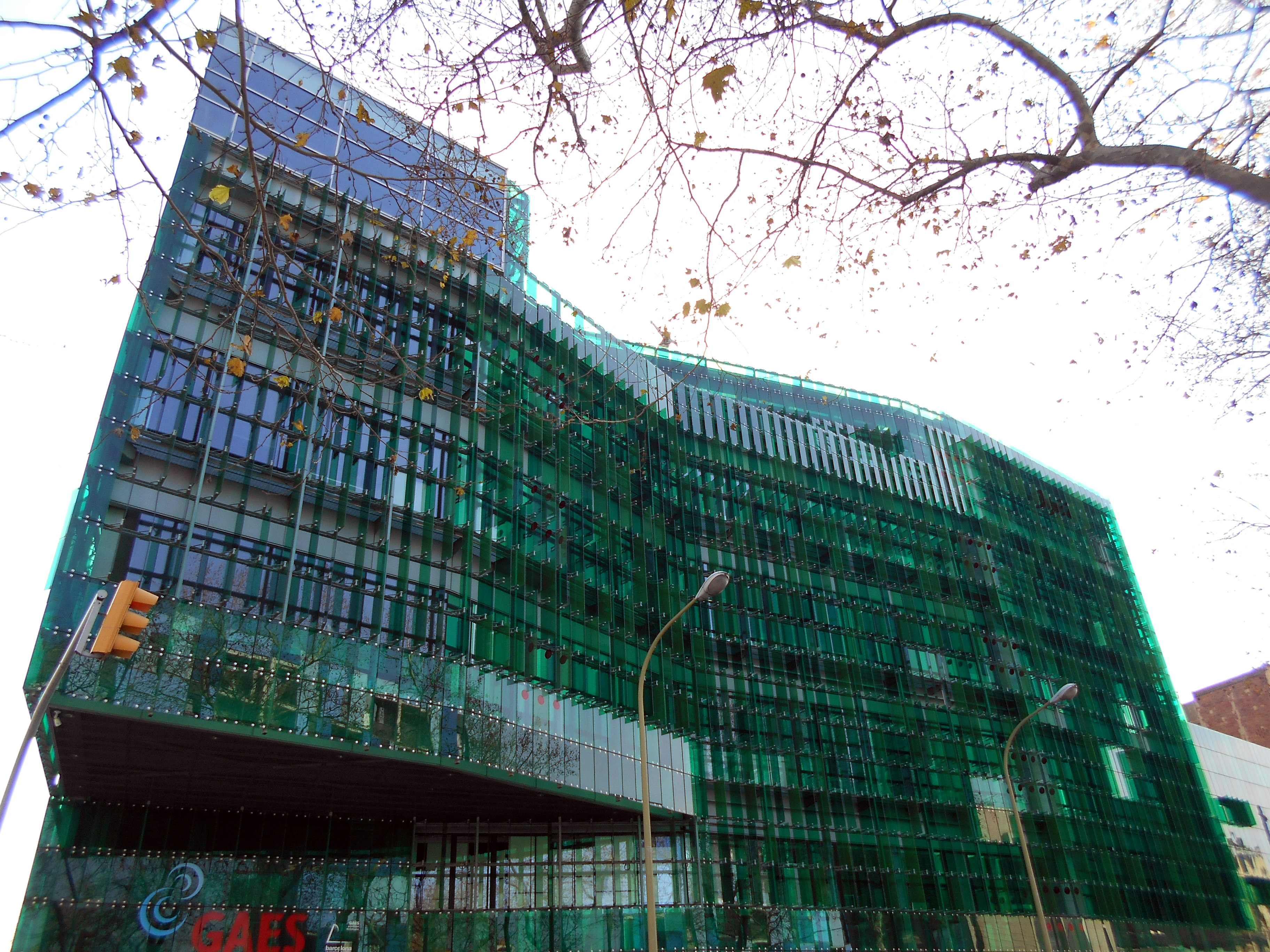
Sede de Gaes en el Distrito 22@ de Barcelona, proyecto de Mizien arquitectura, con Mur & Garganté

GAES es una marca de audífonos de origen catalán integrada en el grupo Amplifon.

## Historia
Juan Gassó Bosch y José María Espoy fundaron GAES (nombre que combina las primeras sílabas de los dos apellidos) en 1949, después de un viaje del primero a Londres en el que un amigo le encargó un audífono de la marca Belclere que no podía encontrarse en España. Durante sus primeros años, la empresa se dedicó a la distribución de auxiliares auditivos, pero en 1958 pasó también a fabricar audífonos, con la fundación de la marca Microson. En los años 1990, inició un proceso de internacionalización con la apertura de centros en Portugal, primero, y posteriormente en Latinoamérica (Argentina, Chile, Colombia, Ecuador, México) y en el Sur de Europa (Italia, Turquía). A principios del siglo XXI, la empresa inició una decidida actividad de promoción y de patrocinio cultural y deportivo.
En 2010 se inauguró la nueva sede en el distrito 22@ de Barcelona, en un edificio sostenible proyectao por Mizien arquitectura en colaboración con Mur & Garganté. En 2018, GAES fue adquirida por el grupo de matriz italiana Amplifon y seguidamente Antonio Gassó, hijo del fundador, abandonó la dirección de la empresa, siendo sustituido por Lorenzo Fiorani. En 2019 se inició un proceso de reestructuración y reducción de plantilla.